# 下城井村
下城井村（しもきいむら）は、福岡県築上郡にあった村。

## 歴史
- 1889年（明治22年）4月1日 - 町村制の施行により、築城郡上深野村・下深野村・上香楽村・下香楽村・赤幡村・袈裟丸村・安武村の区域をもって下城井村が成立。
- 1896年（明治29年）4月1日 - 郡の統合により築上郡の所属となる[1]。
- 1955年（昭和30年）4月1日 - 築上郡上城井村・築城村と新設合併して築城町が発足。同日下城井村廃止。